# تویید هدز غربی
تویید هدز غربی (به انگلیسی: Tweed Heads West) یک شهرک در استرالیا است که در Tweed Shire واقع شده‌است.

## جمعیت‌شناسی
در سرشماری سال ۲۰۱۱، تویید هدز غربی جمعیت آن ۵٬۸۲۳ نفر، ۵۳٪ زن و ۴۷٪ مرد بود.
متوسط سن تویید هدز غربی شامل جمعیت ۴۸ سال بود، ۱۱ سال بالاتر از میانگین ملی ۳۷ سال.
۷۴٫۴٪ از افرادی که در تویید هدز غربی زندگی می‌کنند در استرالیا متولد شده‌اند. سایر ساکنین از کشور تولد، انگلستان ۷٫۶٪، نیوزیلند ۳٫۵٪، اسکاتلند ۱٪، آلمان ۰٫۷٪، فیلیپین ۰٫۵٪ بود.
۹۱٪ از مردم تنها به زبان انگلیسی صحبت می‌کنند؛ رایج‌ترین زبان‌های بعدی ۰٫۴٪ تاگالوگ، ۰٫۴٪ آلمانی، ۰٫۳٪ فرانسه، ۰٫۳٪ تایلندی، ۰٫۲٪ اسپانیایی.